# Коацакоалькос (муниципалитет)
Коацакоалькос (исп. Coatzacoalcos) — муниципалитет в Мексике, штат Веракрус, расположен в регионе Ольмека. Административный центр — город Коацакоалькос.

## История
Муниципалитет был образован в 1882 году.